# Brygada

Znak taktyczny brygady

Brygada – pojęcie używane w siłach zbrojnych państw odnoszące się do:
1. obecnie – najmniejszy związek taktyczny wchodzący w skład wielu armii jako podstawowa jednostka bojowa wojsk lądowych o wielkości pośredniej między pułkiem a dywizją. Dzieli się na pułki lub bataliony[1]. Występuje również w innych rodzajach sił zbrojnych. Współczesna brygada składa się z batalionów i kompanii różnych rodzajów wojsk i służb. Jest ona jednostką prowadzącą walkę broni połączonych. Dowódca brygady kieruje działaniami batalionów lub zgrupowań taktycznych tworzonych na bazie batalionu;
2. dawniej – związek taktyczny wojsk lądowych złożony z dowództwa, kilku pułków lub batalionów (dywizjonów) zasadniczego dla danej brygady rodzaju wojsk i oddziałów i pododdziałów zabezpieczających sprawne działanie całości jej sił[2];
3. dawniej – wyższa jednostka taktyczna, zasadniczo złożona z jednego rodzaju broni. W skład brygady wchodziły zazwyczaj dwa lub trzy pułki. Brygada jako jednostka taktyczna została wprowadzona w wojsku hiszpańskim w pierwszej połowie XVI wieku. Składała się z czterech batalionów (hiszp. batallitas), będących również niższymi, wyłącznie taktycznymi jednostkami. Pułk (hiszp. colunela) był wyłącznie jednostką administracyjną i organizacyjną[3].